# Elia II (patriarca di Georgia)
Elia II (in georgiano ილია II?, Ilia II; nato ირაკლი ღუდუშაური-შიოლაშვილი, Irakli Ghudushauri-Shiolashvili; Vladikavkaz, 4 gennaio 1933) è l'attuale primate della Chiesa apostolica autocefala ortodossa georgiana. In carica dal 1977, possiede i titoli di Catholicos Patriarca di tutta la Georgia, arcivescovo di Mtskheta e Tbilisi e vescovo metropolita di Abcasia e Bichvinta.

## Biografia
Il futuro patriarca nacque a Vladikavkaz, città dell'Ossezia Settentrionale, il 4 gennaio 1933. Fu battezzato pochi giorni dopo, in occasione del Natale ortodosso, con il nome di Irakli, scelto in onore del re georgiano Eraclio II. La sua famiglia discendeva da un influente clan delle aree montuose della Georgia orientale imparentato con l'ex dinastia reale dei Bagrationi.
Si diplomò nel 1952 per proseguire gli studi all'Accademia teologica di Mosca, presso cui ottenne la laurea di primo livello nel 1956. Il 16 aprile 1957, all'età di 24 anni, prese i voti nel corso di una cerimonia tenutasi nella chiesa di Aleksandr Nevskij a Tbilisi. Scelse il nome di Elia in onore del profeta dell'Antico Testamento. Due giorni dopo fu ordinato ierodiacono dal catholicos patriarca Melchisedec III nella Cattedrale Sioni. Il 10 maggio 1959 fu ordinato ieromonaco dal patriarca di Mosca Alessio I. Nel 1960 conseguì la laurea di terzo livello in teologia con una tesi sulla storia del monastero di Iviron sul Monte Athos. Subito dopo tornò in Georgia e divenne parroco della cattedrale della città di Batumi. Nel 1961 fu elevato a egumeno e poi ad archimandrita.
Il 26 agosto 1963 fu consacrato vescovo di Shemokmedi dal catholicos patriarca Efrem II. Contestualmente fu nominato vicario patriarcale. Dal 1963 al 1972 fu anche primo rettore del seminario teologico di Mtskheta, l'unico attivo nel paese in quel periodo. Nel 1967 divenne vescovo di Sukhumi e nel 1969 fu elevato al rango di metropolita. Nel 1977, a seguito della morte del controverso catholicos patriarca Davide V, Elia fu eletto suo successore il 23 dicembre. La cerimonia di intronizzazione ebbe luogo il 25 dicembre.
Il nuovo patriarca intraprese una serie di riforme che consentirono alla Chiesa georgiana di riacquistare gradualmente il prestigio e l'influenza perduti a causa delle politiche antireligiose delle autorità comuniste. Durante gli ultimi anni dell'era sovietica Elia II fu coinvolto attivamente nella vita sociale del paese. Il 9 aprile 1989 si unì ad una manifestazione pacifica svoltasi a Tbilisi contro le autorità sovietiche e, inutilmente, esortò i partecipanti a ritirarsi nella chiesa di Kashveti al fine di evitare spargimenti di sangue. La manifestazione fu dispersa con la forza dalle truppe sovietiche, causando la morte di 22 persone e centinaia di feriti. L'episodio passò alla storia con il nome di "massacro di Tbilisi". Durante la guerra civile georgiana scoppiata all'inizio degli anni novanta Elia II richiamò le parti in conflitto a cercare soluzioni pacifiche ai problemi.

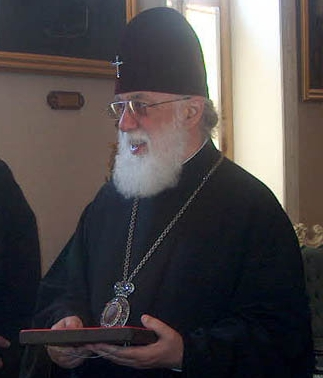
Elia II nel 2003

Dal 1978 al 1983 il patriarca assolse la funzione di co-presidente del Consiglio Ecumenico delle Chiese, organismo a cui la Chiesa georgiana aveva aderito nel 1962 e da cui uscì nel maggio 1997 per decisione del sinodo locale. In qualità di catholicos patriarca, Elia II ha ricevuto riconoscimenti e premi dai primati delle Chiese ortodosse di Antiochia, Gerusalemme, Alessandria, Russia, Grecia, Bulgaria, Romania ed altre. Come teologo gli sono stati conferiti dottorati onorari in teologia dal seminario teologico ortodosso di San Vladimiro con sede a New York (1986), dall'Accademia delle Scienze di Creta (1997) e dal seminario teologico ortodosso di San Tichon in Pennsylvania (1998). Elia II è inoltre membro onorario dell'Accademia Georgiana delle Scienze dal 2003.
Il patriarca è noto per le sue posizioni favorevoli all'instaurazione della monarchia costituzionale in Georgia. Il 7 ottobre 2007, nel corso di un sermone, espresse pubblicamente il suggerimento di tenere in considerazione l'ipotesi del ripristino del sistema monarchico con a capo la dinastia dei Bagrationi. La proposta giunse in concomitanza con l'inasprimento dello scontro tra il governo di Mikheil Saak'ashvili e l'opposizione (i cui membri accettarono il suggerimento del patriarca).
Durante la crisi russo-georgiana dell'agosto 2008 Elia II manifestò amarezza alle autorità religiose e politiche russe per la guerra fratricida e negò l'accusa di genocidio nell'Ossezia del Sud rivolta dai russi ai georgiani. Nel dicembre dello stesso anno si recò a Mosca per partecipare ai funerali del patriarca Alessio II. Nel corso del viaggio incontrò il presidente Dmitrij Medvedev dando avvio ad una parziale distensione dei rapporti. Nel gennaio 2013 è tornato in Russia per incontrare il patriarca Cirillo e il presidente Vladimir Putin.

## Onorificenze

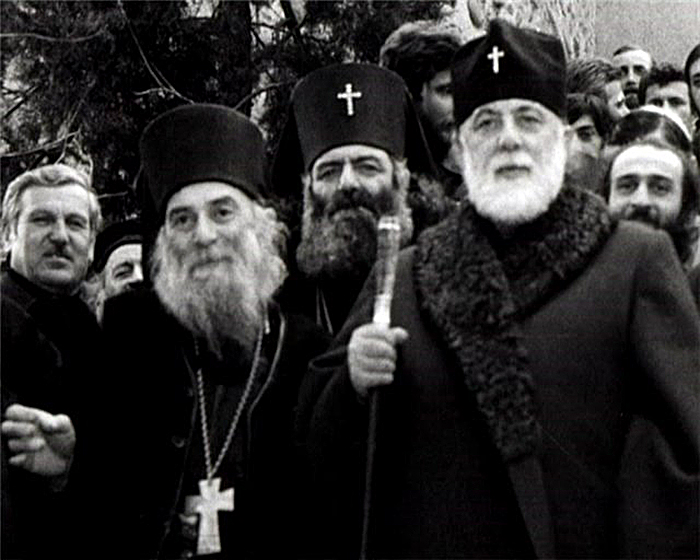
Elia II con l'archimandrita Goderdzi Urgebadze

### Onorificenze georgiane

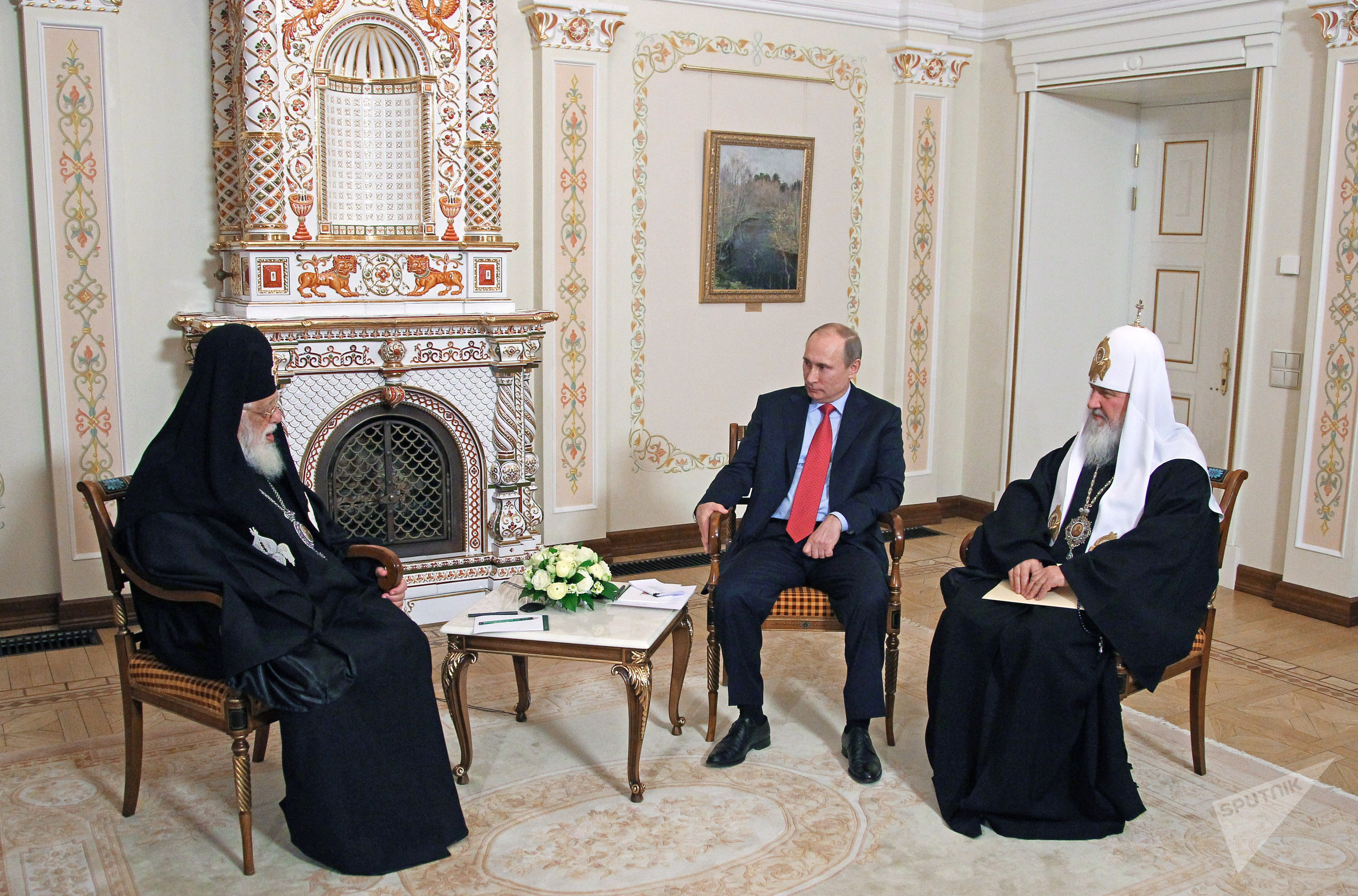
L'incontro tra Elia II, il patriarca di Mosca Cirillo ed il presidente Vladimir Putin avvenuto il 23 gennaio 2013 nella capitale russa